# Акчокрак
Акчокра́к — річка в Україні, в межах Приазовського району Запорізької області. Права притока Домузли (басейн Азовського моря).

## Опис
Довжина 25 км, площа водозбірного басейну 160 км². Похил річки 1,2 м/км. Глибина 0,3—0,9 м. Долина V-подібна, завширшки до 2 км. Ширина річища пересічно 2 м. Влітку майже на всьому проміжку пересихає. Мінералізація до 300—350 мг/л (паводок). Використання річки часткове, на зрошення; споруджено кілька ставків. 

## Розташування
Акчокрак бере початок на північ від села Новопокровки. Тече спершу на південь, далі — на південний схід. На берегах розташовані села Георгіївка та Дівнинське. Впадає у Домузлу на північний захід від села Новокостянтинівки.